# Дуглас Макілрой
Малкольм Дуглас Макілрой (англ. Malcolm Douglas McIlroy; 1932, США) — американський математик, інженер і програміст. Найбільш відомий першочерговою розробкою конвеєра в операційній системі UNIX, принципів компонентно-орієнтованого програмування і декількох оригінальних UNIX-утиліт: spell, diff, sort, join, speak, tr.

## Біографія
Дуглас Макілрой отримав ступінь бакалавра в області інженерної фізики в Корнельскому університеті у 1954 році і ступінь кандидата наук в області прикладної математики в Массачусетському технологічному інституті в 1959 році, захистивши дисертацію Про розв'язок диференціальних рівнянь конічних оболонок. У 1958 році приєднався до Bell Labs. З 1965 по 1986 рік — начальник Дослідницького відділу обчислювальної техніки в Bell Labs, місці народження операційної системи UNIX, а після цього — Заслужений член технічного персоналу. Пішов із Bell Labs у 1997 році. У даний час є ад'юнкт-професором комп'ютерних наук у Дартмутському коледжі. Один із розробників комп'ютерної гри для програмістів Дарвін.

## Нагороди та досягнення
Дуглас Макілрой є членом Національної інженерної академії США. У 2004 році став лауреатом премії асоціації USENIX за досягнення, відоме також як «Полум'я» («Flame»), а також лауреатом ще однієї премії цієї організації — Software Tools award.